# Ossobuco

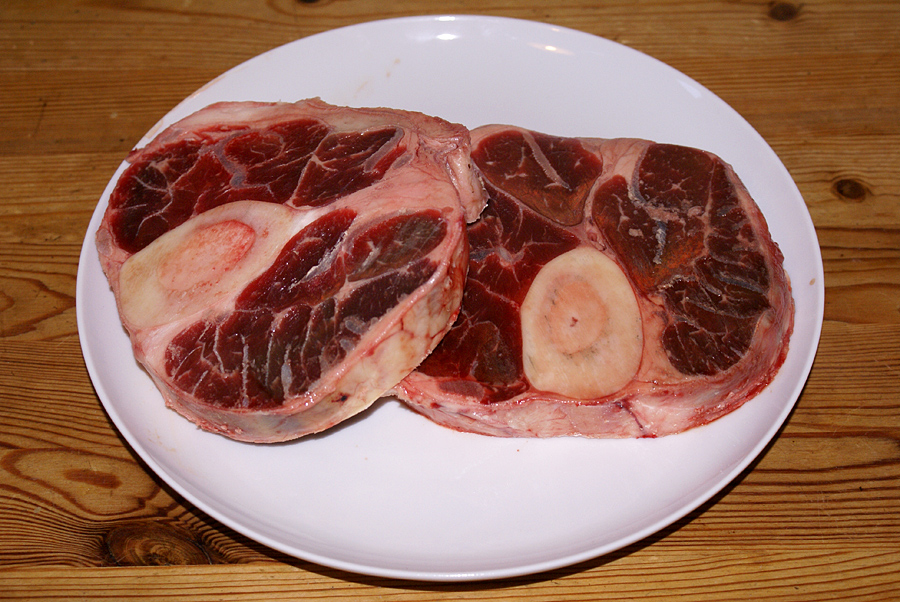
Telecí kližka

Ossobuco (osobuko) je milánská specialita z plátků telecí kližky přeseknutých přes morkovou kost dušených se zeleninou, bílým vínem a vývarem. Často bývá doplněno omáčkou zvanou gremolata a tradičně se podává s risotto alla milanese, rizotem po milánsku.
Existují dva typy ossobuka: moderní verze, v níž jsou rajčata, a původní verze, která je neobsahuje. Starší verze, tzv. ossobuco in bianco, je ochuceno skořicí, bobkovým listem a gremolatou. Moderní a mnohem populárnější kuchařský recept zahrnuje rajčata, mrkev, celer a cibuli. Gremolata je volitelným doplňkem.

## Název
Ossobuco či osso buco je italsky „kost s dírou“ (osso je kost, buco díra), což je odkaz na přeseknutou morkovou kost uprostřed plátku telecí kližky. V západolombardském milánském nářečí se tento pokrm nazývá oss bus.

## Historie
Ossobuco je poprvé doloženo koncem 19. století. Mohlo jít buď o rolnický pokrm, či vynález některé z milánských osterií neboli hospůdek.